# Monument aan de Weerstand
Het Monument aan de Weerstand van Diest is een monument ter nagedachtenis aan de slachtoffers van de Tweede Wereldoorlog en in het bijzonder aan de verzetslieden van het Geheim Leger, schuiloord Diest-Jachttijger. Het werd geplaatst op het Weerstandsplein en ingehuldigd op 8 september 1946.

## Beschrijving van het monument
Het monument werd ontworpen door architect Renaat Braem en is een opvallende combinatie van een hoge zuil in ijzerzandsteen en tien opstaande stenen zerken uit witte Franse Euvillesteen op een basis van kasseistenen. De fries in bas-reliëf op de zuil is van de hand van beeldhouwer Mark Macken en vertelt het verhaal van een verzetsstrijder, niet van een bepaalde held in het bijzonder, maar van een jonge weerstander zoals Macken het zelf aan de lijve ondervonden had. 
Onderaan zien we het beeld van een soldaat die na de verloren strijd zijn uniform weg doet en kiest om de strijd verder te zetten onder de symbolische vlag van het verzet. Hij reikt zijn wapen aan zijn vriend, de arbeider. De verzetsmakkers scharen zich rond de fakkel van de bevrijding en kiezen voor een lot van opsluiting, uitputting en marteling in de concentratiekampen. Daar tegenover staat een eenvoudige figuur die het huisgezin verbeeldt: moeder en kind wachten op het einde van de beproeving. 
Tegen de achterkant van de zuil zien we een leeuwenkop in een driehoek, het symbool van het Geheim Leger. Op de negen van de tien stenen opstaande stenen platen zijn de namen vermeld van de omgekomen weerstanders. De tiende en centraal opgestelde zerk vermeldt de namen van de Diestse gesneuvelde militairen, politieke gevangenen, weggevoerden en burgerslachtoffers van de Tweede Wereldoorlog.

## De inhuldiging
Het was Omer Vanaudenhove, bevelhebber van het schuiloord Diest-Jachttijger, die het monument onthulde. Deken Du Bois verzorgde de inwijding. Na het dodenappel waarbij de namen van de oorlogsslachtoffers werden afgeroepen door Armand Grevens, groot-invalide van de oorlog 1914-1918, werd het monument overgedragen aan de stad Diest. Katholiek burgemeester Fernand Hermans, zelf verzetsman en politiek gevangene, nam het gedenkteken symbolisch in ontvangst. Vanaf dan zou de stad verantwoordelijk zijn voor het onderhoud van het monument.
Aan deze ceremonie werd luister bijgezet door de aanwezigheid van generaal De Leuze, minister Borremans, gouverneur Demets, arrondissementscommissaris de Néeff, afvaardigingen van de rijkswacht en van het leger, muziekmaatschappijen, scholen en een grote menigte. Zelfs uit Frankrijk was een afvaardiging aanwezig.

## Het monument in zijn urbanistisch kader
Bij zijn terugkeer naar België in 1945 kreeg Mark Macken de opdracht een verzetsmonument te ontwerpen ter ere van de negen gestorven leden van schuiloord Diest-Jachttijger van het Geheime Leger. De commissie van de plaatselijke verzetsvereniging werd voorgezeten door Omer Vanaudenhove. Macken deed beroep op Braem voor de architecturale uitwerking en de stedenbouwkundige inplanting van het monument. Oorspronkelijk zou het monument op een open plek in de Warande geplaatst worden, maar deze plaats werd als te weinig zichtbaar voor het publiek ervaren. Er werd uiteindelijk gekozen voor de middenberm aan het begin van een nieuwe, nog onbebouwde laan die het station met het stadscentrum verbond. In juni 1946 legde Macken de laatste hand aan het kleimodel. 
Voor de eerste locatie in de Warande schetste Braem een brede altaarwand met een gebogen conische vorm, bewerkt met gebeeldhouwde reliëfs, als achtergrond voor een vuurmond. Het monument stond centraal ingeplant op een kleine heuvel, die het decor en de ruimte moest bieden voor herdenkingsplechtigheden. Voor de huidige en definitieve locatie echter suggereerde Macken wegens de beperkte breedte van de middenberm een eerder opgaande vorm voor het monument. Daarop werkte Braem een tiental schetsontwerpen uit. Het zesde ontwerp van deze reeks werd het uitgevoerde monument, met een nadrukkelijk contrast tussen de strakke architecturale omlijsting en de expressieve plastiek van het beeldhouwwerk.
Het is duidelijk dat deze aanleg opgezet werd met het protocol en de symboliek van de te houden plechtigheden in het achterhoofd. Typerend is de ingewerkte mast voor het hijsen van de vlag en een vuurmond voor avondwaken.
De afzonderlijke gedenksteen vóór het monument is een latere toevoeging. 

## Trivia
Ironisch genoeg zou de gebruikte ijzerzandsteen volgens architect Renaat Braem oorspronkelijk bestemd geweest zijn voor het nooit gebouwde mausoleum van de leider van het Vlaamsch Nationaal Verbond (VNV), Staf de Clercq.